# Religião comparada

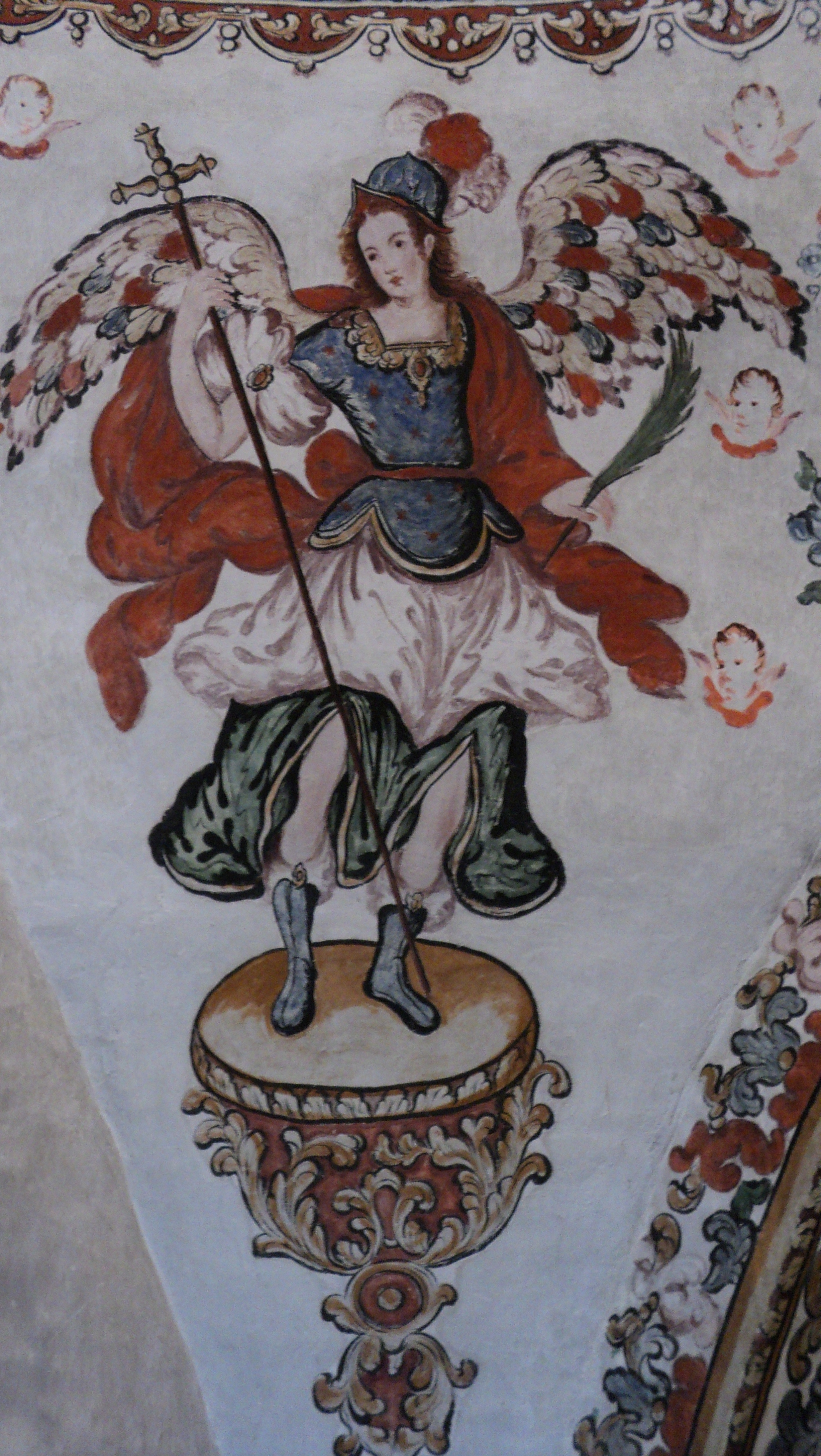
Pintura mural religiosa de um Arcanjo, em Oaxaca.

Religião comparada é o ramo do estudo das religiões dedicado à comparação sistemática entre as doutrinas e práticas religiosas. Em geral, o estudo comparativo da religião aborda uma compreensão mais profunda a respeito das preocupações filosóficas fundamentais, tal como a ética, a metafísica e a natureza e forma da salvação. Esse tipo de estudo propõe uma compreensão mais rica e sofisticada das crenças e práticas humanas em relação ao sagrado, espiritual e divino. 
O antigo épico Mahabharata observa que "princípios morais podem ser compartilhados por todas as religiões (…) mas suas posições filosóficas são frequentemente diferentes".

## Campos de estudo
| - Judaísmo - Cristianismo - Islamismo - Fé Bahá'í - Hinduísmo - Budismo - Zoroastrianismo - Sikhismo - Jainismo - Taoísmo - Confucionismo - Xintoísmo - Cabala (Judaísmo) - Gnosticismo (Cristão) - Sufismo (Islão) - Mago (Zoroastrismo) - Yoga (Hinduísmo) - Vajrayana (Budismo) - Chakra - Wicca - Perfeição ideal: "Baqa" (Sufismo), 'Najat' (Islão), 'Nirvana' (Budismo), 'Salvação' (Cristianismo) e 'Mukti' (Hinduísmo). - Neopaganismo - Helenismo - Politeísmo Ameríndio |